# Cem Sinan Vergül
Cem Sinan Vergül (Günindi, Kars, 25 d'octubre de 1978) és un ex jugador i entrenador de futbol turc. Després de diversos equips, jugà pel club esportiu Kocaelispor entre 2011-2013. Va fer un curs d'entrenador l'any 2012, ja que una lesió el va fer abandonar del món de l'esport com a jugador. Primerament trebala com assistant entrenador a Derincespor fins al 2015. Actualment és entrenador del TED Koleji, un nou club de futbol d'Ankara.